# Jordi Pardo
Jordi Pardo Lázaro (nacido el 4 de mayo de 1968, en Santa Coloma de Gramanet, Barcelona) es un exjugador de baloncesto español. Con 1.92 m de estatura, su puesto natural en la cancha era el de escolta. Su carrera deportiva se inicia en las categorías inferiores del Joventut de Badalona, juega en el primer equipo del Joventut y en el CB Girona, para luego jugar una temporada en el CB Granada, y en el CB Salamanca y otras dos temporadas en la liga portuguesa. Se retira en el equipo que le vio nacer, en el año 2000. Es hermano de Iván Pardo.

## Trayectoria deportiva
- Joventut de Badalona. Categorías inferiores
- 1987-89 Joventut de Badalona
- 1989-90 CB Girona
- 1990-92 Joventut de Badalona
- 1992-95 CB Girona
- 1995-96 CB Salamanca
- 1996-97 CB Granada
- 1997-99 UD Olivairense
- 1999-00 Joventut de Badalona, contrato temporal

## Internacionalidades
- Selección de España Juvenil. 21 partidos.
- Selección de España sub-22. 32 partidos.
- Selección de España Promesas. Ocho partidos.
- Selección de España. Tres partidos.

## Palmarés
Joventut de Badalona:
- 1988-89 y 1990-91 Copa Príncipe de Asturias. Campeón.
- 1991 y 1992 ACB. Campeón.

Selección española de baloncesto:
- 1985 Eurobasket Juvenil. Selección de España. Rousse. Medalla de Plata.
- 1990 Mundobasket sub-22. Selección de España. Priolo. Medalla de Plata.

## Nominaciones
- 1989-90 ACB. CB Girona Jugador de Mayor Progresión. Revista Gigantes del Basket.
- Dos veces jugador de la semana en la temporada 1993-94.